# Lino Lacedelli
Lino Lacedelli, italijanski alpinist, * 4. december 1925, Cortina d'Ampezzo, † 20. november 2009, Cortina d'Ampezzo.
Lacedelli je sodeloval v navezi, ki je prva osvojila vrh K2 31. julija 1954; drugi je bil Achille Compagnoni.